# Temeljni mnogokotnik
Temeljni mnogokotnik (tudi fundamentalni   poligon) je v matematiki oziroma geometrijski topologiji zaprt mnogokotnik, ki  ga sestavlja parno število usmerjenih stranic tako, da lahko paroma določimo posamezne stranice. Temeljni mnogokotnik nam služi za konstruiranje zaprtih ploskev.  Vsako zaprto ploskev lahko na ta način  konstruiramo s pomočjo usmerjenega mnogokotnika, ki ima parno število stranic.    Konstrukcija, ki jo prikažemo s pomočjo temeljnega mnogokotnika, vsebuje 2n oznak, sestavljenih iz n simbolov. Vsak simbol se pojavi dvakrat, enkrat z eksponentom +1 in enkrat z eksponentom -1. Eksponent -1 pomeni, da ima  pripadajoča stranica nasprotno orientacijo v temeljnem mnogokotniku.  

## Zgledi
| sfera | realna projektivna ravnina | Kleinova steklenica | torus |

- sfera:  {\displaystyle ABB^{-1}A^{-1}}
- realna projektivna ravnina: {\displaystyle ABAB}
- Kleinova steklenica:  {\displaystyle ABAB^{-1}}
- torus: {\displaystyle ABA^{-1}B^{-1}}.

Opomba: Način označevanja je opisan spodaj.

## Označevanje temeljnih mnogokotnikov
Za temeljne mnogokotnike je v uporabi poseben način označevanja. Vsaka stranica je označena s simbolom (npr. A, B … ali A1, A2,... ), stranice imajo označene tudi smeri. Označujemo tako, da pričnemo z zgornjo stranico, nadaljujemo z desno, spodnjo in levo.

## Izdelava zaprte ploskve
Zaprto ploskev naredimo iz temeljnega mnogokotnika tako, da združimo oziroma zlepimo  stranice tako kot kaže njihova usmeritev. Pri tem je seveda potrebno upoštevati, da so nekatere smeri stranic obrnjene in moramo ploskev stranice primerno zavrteti. Na koncu  se vsa oglišča mnogokotnika združijo v eni točki.    

## Standardni temeljni mnogokotniki
Orientabilne zaprte ploskve z genusom {\displaystyle n\,} imajo naslednji standardni temeljni mnogokotnik:
{\displaystyle A_{1}B_{1}A_{1}^{-1}B_{1}^{-1}A_{2}B_{2}A_{2}^{-1}B_{2}^{-1}\cdots A_{n}B_{n}A_{n}^{-1}B_{n}^{-1}=1}
Neorientabilne zaprte ploskve z genusom {\displaystyle n\,} imajo temeljni polinom v 
{\displaystyle A_{1}A_{1}A_{2}A_{2}\cdots A_{n}A_{n}}.